# ساكت هاربور (نيويورك)
ساكت هاربور (بالإنجليزية: Sackets Harbor, New York)‏ هي بلدة تقع في الولايات المتحدة في مقاطعة جيفيرسون. يقدر عدد سكانها بـ 1,450 نسمة ومساحتها 5.9 كم2 وترتفع عن سطح البحر 86 متر.

## التركيبة السكانية
حدّد مكتب تعداد الولايات المتحدة بيانات التركيبة السكانية لساكت هاربور في تعداد الولايات المتحدة. في ما يلي، التركيبة السكانية حسب تعدادي 2000 و2010.

### تعداد عام 2000
بلغ عدد سكان ساكت هاربور 1,386 نسمة بحسب تعداد عام 2000، وبلغ عدد الأسر 653 أسرة وعدد العائلات 370 عائلة مقيمة في القرية. في حين سجلت الكثافة السكانية 231.4 نسمة لكل كيلومتر مربع (599.3/ميل2). وبلغ عدد الوحدات السكنية 791 وحدة بمتوسط كثافة قدره 132.1 لكل كيلومتر مربع (342.1/ميل2).
وتوزع التركيب العرقي للقرية بنسبة 97.26% من البيض و0.43% من الأمريكيين الأفارقة و0.29% من الأمريكيين الأصليين و0.29% من الأمريكيين ذوي الأصول الآسيوية و0.36% من الأعراق الأخرى و1.37% من عرقين مختلطين أو أكثر و1.73% من الهسبانيون أو اللاتينيون من أي عرق.
بلغ عدد الأسر 653 أسرة كانت نسبة 24.2% منها لديها أطفال تحت سن الثامنة عشر تعيش معهم، وبلغت نسبة الأزواج القاطنين مع بعضهم البعض 45.2% من أصل المجموع الكلي للأسر، ونسبة 8.4% من الأسر كان لديها معيلات من الإناث دون وجود شريك، بينما كانت نسبة 3.1% من الأسر لديها معيلون من الذكور دون وجود شريكة وكانت نسبة 43.3% من غير العائلات. تألفت نسبة 35.1% من أصل جميع الأسر من عدة أفراد يعيشون في نفس المنزل ونسبة 9% كانت تتألف من شخص يعيش بمفرده يبلغ من العمر 65 عاماً أو أكثر. وبلغ متوسط حجم الأسرة المعيشية 2.11، أما متوسط حجم العائلات فبلغ 2.72.
بلغ العمر الوسطي للسكان 33.7 عاماً. وكانت نسبة 18.8% من القاطنين تحت سن الثامنة عشر، وكانت نسبة 10.9% بين الثامنة عشر والرابعة والعشرين عاماً، ونسبة 37.3% كانت واقعةً في الفئة العمرية ما بين الخامسة والعشرين والرابعة والأربعين عاماً، ونسبة 21.5% كانت ما بين الخامسة والأربعين والرابعة والستين، ونسبة 10.9% كانت ضمن فئة الخامسة والستين عاماً فما فوق. يوجد لكل 100 أنثى 113.2 ذكر، ويوجد لكل 100 أنثى في الثامنة عشر من عمرها فما فوق 112.8 ذكر.
بلغ متوسط دخل الأسرة في القرية 42,629 دولارًا، أما متوسط دخل العائلة فبلغ 51,397 دولارًا. وكان متوسط دخل الذكور 33,696 دولارًا مقابل 26,917 دولارًا للإناث. وسجل دخل الفرد الخاص بالقرية 23,269 دولارًا. وكانت نسبة 5.8% من العائلات ونسبة 7.8% من السكان تحت خط الفقر، وكان من هؤلاء نسبة 12.5% تحت سن الثامنة عشر ونسبة 7.7% في الخامسة والستين من العمر وما فوق.

### تعداد عام 2010
بلغ عدد سكان ساكت هاربور 1,450 نسمة بحسب تعداد عام 2010، وبلغ عدد الأسر 687 أسرة وعدد العائلات 370 عائلة مقيمة في القرية. في حين سجلت الكثافة السكانية 242.1 نسمة لكل كيلومتر مربع (627.0/ميل2). وبلغ عدد الوحدات السكنية 938 وحدة بمتوسط كثافة قدره 156.6 لكل كيلومتر مربع (405.6/ميل2).
وتوزع التركيب العرقي للقرية بنسبة 94.62% من البيض و1.79% من الأمريكيين الأفارقة و0.55% من الأمريكيين الأصليين و0.69% من الأمريكيين ذوي الأصول الآسيوية و0.07% من سكان جزر المحيط الهادئ و0.83% من الأعراق الأخرى و1.45% من عرقين مختلطين أو أكثر و3.17% من الهسبانيون أو اللاتينيون من أي عرق.
بلغ عدد الأسر 687 أسرة كانت نسبة 24.7% منها لديها أطفال تحت سن الثامنة عشر تعيش معهم، وبلغت نسبة الأزواج القاطنين مع بعضهم البعض 42.5% من أصل المجموع الكلي للأسر، ونسبة 8.2% من الأسر كان لديها معيلات من الإناث دون وجود شريك، بينما كانت نسبة 3.2% من الأسر لديها معيلون من الذكور دون وجود شريكة وكانت نسبة 46.1% من غير العائلات. تألفت نسبة 38.3% من أصل جميع الأسر من عدة أفراد يعيشون في نفس المنزل ونسبة 9.2% كانت تتألف من شخص يعيش بمفرده يبلغ من العمر 65 عاماً أو أكثر. وبلغ متوسط حجم الأسرة المعيشية 2.10، أما متوسط حجم العائلات فبلغ 2.81.
بلغ العمر الوسطي للسكان 38.2 عاماً. وكانت نسبة 19.8% من القاطنين تحت سن الثامنة عشر، وكانت نسبة 7.7% بين الثامنة عشر والرابعة والعشرين عاماً، ونسبة 30.9% كانت واقعةً في الفئة العمرية ما بين الخامسة والعشرين والرابعة والأربعين عاماً، ونسبة 27.5% كانت ما بين الخامسة والأربعين والرابعة والستين، ونسبة 14.1% كانت ضمن فئة الخامسة والستين عاماً فما فوق. وتوزع التركيب الجنسي للسكان بنسبة 49.6% ذكور و50.4% إناث.

## أعلام
- مارك وين كلارك
- توماس لينكولن كيسي سينيور
- جورج إتش إلدريدج
- صموئيل غوثري
- ريتشارد إرفينغ دودغ